# Plaine-de-Walsch
Plaine-de-Walsch és un municipi francès, situat al departament del Mosel·la i a la regió del Gran Est. L'any 2007 tenia 565 habitants.

## Demografia

### Població
El 2007 la població de fet de Plaine-de-Walsch era de 565 persones. Hi havia 215 famílies, de les quals 53 eren unipersonals (11 homes vivint sols i 42 dones vivint soles), 64 parelles sense fills, 83 parelles amb fills i 15 famílies monoparentals amb fills.
La població ha evolucionat segons el següent gràfic:
Habitants censats

### Habitatges
El 2007 hi havia 252 habitatges, 219 eren l'habitatge principal de la família, 8 eren segones residències i 25 estaven desocupats. 206 eren cases i 45 eren apartaments. Dels 219 habitatges principals, 183 estaven ocupats pels seus propietaris, 33 estaven llogats i ocupats pels llogaters i 3 estaven cedits a títol gratuït; 9 tenien dues cambres, 26 en tenien tres, 40 en tenien quatre i 144 en tenien cinc o més. 197 habitatges disposaven pel capbaix d'una plaça de pàrquing. A 68 habitatges hi havia un automòbil i a 128 n'hi havia dos o més.

### Piràmide de població
La piràmide de població per edats i sexe el 2009 era:
| Homes | Edats   | Dones |
| ----- | ------- | ----- |
| 0     | 95 o +  | 0     |
| 0     | 90 a 94 | 0     |
| 0     | 85 a 89 | 8     |
| 4     | 80 a 84 | 0     |
| 4     | 75 a 79 | 12    |
| 0     | 70 a 74 | 4     |
| 12    | 65 a 69 | 16    |
| 28    | 60 a 64 | 20    |
| 12    | 55 a 59 | 8     |
| 12    | 50 a 54 | 8     |
| 8     | 45 a 49 | 32    |
| 36    | 40 a 44 | 36    |
| 16    | 35 a 39 | 12    |
| 20    | 30 a 34 | 12    |
| 16    | 25 a 29 | 20    |
| 8     | 20 a 24 | 12    |
| 28    | 15 a 19 | 20    |
| 20    | 10 a 14 | 20    |
| 20    | 5 a 9   | 4     |
| 12    | 0 a 4   | 12    |

## Economia
El 2007 la població en edat de treballar era de 378 persones, 292 eren actives i 86 eren inactives. De les 292 persones actives 261 estaven ocupades (143 homes i 118 dones) i 31 estaven aturades (14 homes i 17 dones). De les 86 persones inactives 29 estaven jubilades, 30 estaven estudiant i 27 estaven classificades com a «altres inactius».

### Ingressos
El 2009 a Plaine-de-Walsch hi havia 228 unitats fiscals que integraven 595,5 persones, la mediana anual d'ingressos fiscals per persona era de 19.769 €.

### Activitats econòmiques
Dels 12 establiments que hi havia el 2007, 1 era d'una empresa de fabricació d'altres productes industrials, 4 d'empreses de construcció, 2 d'empreses de comerç i reparació d'automòbils, 1 d'una empresa d'hostatgeria i restauració, 1 d'una entitat de l'administració pública i 3 d'empreses classificades com a «altres activitats de serveis».
Dels 7 establiments de servei als particulars que hi havia el 2009, 1 era un taller de reparació d'automòbils i de material agrícola, 2 guixaires pintors, 1 lampisteria i 3 perruqueries.

## Equipaments sanitaris i escolars
El 2009 hi havia una escola elemental.

## Poblacions més properes
El següent diagrama mostra les poblacions més properes.